# Wataru Mori
Wataru Mori (森 渉 Mori Wataru, sinh ngày 25 tháng 2 năm 1983) là một nam diễn viên người Nhật Bản, được đại diện bởi công ty quản lý tài năng, Sun Music Production.
Mori đã từng tốt nghiệp trường Komazawa University High School, và Nippon Sport Science University. Vợ của anh là diễn viên lồng tiếng, Kaneda Tomoko.

## Danh sách phim tham gia
| Năm  | Tựa đề                                       | Vai diễn           | Mạng truyền hình | Ghi chú           |
| ---- | -------------------------------------------- | ------------------ | ---------------- | ----------------- |
| 2007 | Yamada Tarō Monogatari                       | Chikara Nagaoka    | TBS              |                   |
| 2007 | Yūkan Club                                   |                    | NTV              | Tập 1             |
| 2008 | Shiro to Kuro                                |                    | THK              | Tập 21, 22, và 25 |
| 2008 | Room of King                                 |                    | Fuji TV          | Tập 1             |
| 2008 | Akai Ito                                     |                    | Fuji TV          | Tập 1             |
| 2009 | Shūkatsu no Musume                           | Ohara              | TV Asahi         | Tập cuối          |
| 2010 | Zettai Reido                                 |                    | Fuji TV          | Tập 2             |
| 2011 | Hanawa-ke no Yonshimai                       |                    | TBS              | Tập cuối          |
| 2011 | Sengoku Otoko-shi                            | Taneshige Mizutani | TVK              |                   |
| 2012 | Kansatsu-i Hazuki Shinomiya Shitai wa Kataru |                    | TV Tokyo         |                   |
| 2013 | Tengoku no Koi                               |                    | THK              | Tập 16            |
| 2019 | Sherlock: Untold Stories                     | Kaburagi           | Fuji TV          | Tập 4             |

### Điện ảnh
| Năm  | Tựa đề                                  | Vai diễn      | Ghi chú | Tham khảo   |
| ---- | --------------------------------------- | ------------- | ------- | ----------- |
| 2005 | Bōkoku no Ījisu                         |               |         | [ 1 ] [ 6 ] |
| 2006 | Rough                                   |               |         |             |
| 2008 | The Hidden Fortress                     |               |         |             |
| 2008 | Shakariki!                              |               |         |             |
| 2010 | Custard Pudding                         |               |         |             |
| 2013 | Kyūkyoku!! Hentai Kamen                 |               |         |             |
| 2014 | Oneness: Unmei Hikiyose no Kogane Ritsu | Yusuke Nakata |         |             |